# Aptychotrema
Aptychotrema – rodzaj ryb chrzęstnoszkieletowych z rodziny Trygonorrhinidae.

## Rozmieszczenie geograficzne
Do rodzaju należą gatunki występujące w wodach zachodniego Oceanu Spokojnego oraz wschodniego i południowo-wschodniego Oceanu Indyjskiego.

## Morfologia
Długość ciała do 120 cm.

## Systematyka
Rodzaj zdefiniował w 1926 roku brytyjski ichtiolog John Roxborough Norman w artykule poświęconym płaszczkom z rodziny Rhinobatidae opublikowanym w czasopiśmie Proceedings of the Zoological Society of London. Gatunkiem typowym jest (późniejsze oznaczenie) A. rostrata.

### Etymologia
Aptychotrema: gr. przedrostek negatywny α- a-; πτυξ ptux, πτυχος ptukhos ‘fałda, płat, warstwa’; τρημα trēma, τρηματος trēmatos ‘otwór, dziura’.

### Podział systematyczny
Do rodzaju należą następujące gatunki:
- Aptychotrema rostrata (Shaw, 1794)
- Aptychotrema timorensis Last, 2004
- Aptychotrema vincentiana (Haacke, 1885)